# در میان گودال
در میان گودال داستانی است از آنتوان چخوف. این داستان به دست کاظم انصاری ترجمه و به‌همراه چند داستان دیگر در کتابی به همین نام منتشر شد.